# Leo Franco
Leonardo Noeren Franco (* 20. Mai 1977 in San Nicolás de los Arroyos) ist ein ehemaliger argentinischer Fußballspieler. Er spielte auf der Position des Torwarts.

## Karriere

### Verein
Francos erster Verein war Somisa in Argentinien. 1995 wechselte der Torwart zu Independiente Avellaneda. 1997 spielte er zum ersten Mal in Europa, bei UD Mérida in Spanien. 1998 ging Franco auf die Balearen-Insel Mallorca zu RCD Mallorca. Seit der Saison 2004/05 spielt der Argentinier bei Atlético Madrid. Er wurde dazu auserkoren das Torwartproblem der Hauptstädter zu lösen. Seine großen Stärken sind das Herunterfischen von Flanken, und seine Bilanz bei eins-zu-eins Duellen. Die Schwächen sind seine Konstanz und meistens die Konzentration. Zur Saison 2009/10 wechselte er ablösefrei zum türkischen Rekordmeister Galatasaray Istanbul. Am 4. Mai 2010 wurde der Vertrag von Leo Franco aufgelöst. Er ging daraufhin zurück nach Spanien und schloss sich Real Saragossa an.

### Nationalmannschaft
Franco spielte bisher fünf Mal im argentinischen Nationalteam und stand im WM-Aufgebot Argentiniens für die Fußball-Weltmeisterschaft 2006 in Deutschland. Im Viertelfinale gegen Deutschland wurde Franco eingewechselt, als Stammtorhüter Roberto Abbondanzieri nach einer Verletzung nicht weiterspielen konnte. Zu diesem Zeitpunkt führte Argentinien mit 1:0. Franco musste den Ausgleich durch Miroslav Klose zulassen und konnte im folgenden Elfmeterschießen sich nicht wie bei der WM 1990 Sergio Goycochea als Elfmetertöter auszeichnen. Er hielt keinen Elfmeter der deutschen Mannschaft, während sein Gegenüber Jens Lehmann zwei argentinische Schüsse abwehren konnte.

## Erfolge
Franco war mit RCD Mallorca im Jahre 2003 spanischer Pokalsieger.